# Давньогрецькі монети
Давньогрецькі монети — широка і найстарша група в нумізматиці. Групу давньогрецьких монет звичайно поділяють на такі підгрупи:
- монети власне грецькі: материка, островів, Малої Азії і грецьких колоній на узбережжі Чорного Моря;
- монети Великої Греції, Сицилії, Карфагена і африканських колоній;
- монети Сирії, Фінікії, Елліністичного Єгипту та Юдеї;
- варварські карбування — Іспанії, Галлії та Британії, які наслідували спочатку грецьким, а потім римським монетам.

## Класифікація за періодом

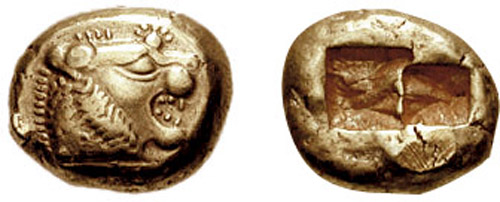
Лідійська монета з електруму із характерним поглибленням, початок 6 століття до н. е.. Класичний приклад першого типу художнього виконання (див. нижче)

Період карбування давньогрецьких монет охоплює 1 000 років з кінця 8 століття до н. е. до середини 3 століття нашої ери. Вони утворюють три групи:
- архаїчного карбування;
- класично-грецького карбування;
- грецько-римського карбування.

Монети першої групи з електруму, срібні, дуже рідко золоті. Являють собою товсті шматки металу неправильної округлої форми, що мають на лицьовій стороні будь-яке зображення, іноді супроводжуване написом, а на зворотному боці — квадратне або прямокутне, а іноді й іншої форми, поглиблення (quadratum incusum).
Монети другої групи виготовлялись із золота, електрума, срібла та бронзи, вони набагато тонші за попередні; лицьова сторона їх звичайно дещо опукла, зворотна — навпаки дещо ввігнута. На лицьовій стороні майже завжди поміщена голова в досить сильному рельєфі.
Монети третьої групи, за невеликим винятком, всі бронзові, дуже плоскі, тонкі і широкі, з портретом римського імператора на лицьовій стороні.
Інша класифікація давньогрецьких монет, заснована на політичному житті Греції, розбиває їх на монети:
- автономні;
- монети римського періоду.

## Класифікація за зображеннями
Зображення, що містилися на монетах, головною метою мали вказати місто або країну, яким вони належали. Керівним мотивом при виборі зображень слугувало релігійне почуття; заміна релігійних зображень іншими вважалася нечестивою. Перший час зображувалися не самі божества, а лише предмети, що належать відомому культу; ймовірно, людське обличчя було дуже важким для перших карбувальників.
Залежно від зображуваних фігур грецькі монети поділяються на три класи:
- цивільного карбування, а також царського без портретів правителів;
- царського карбування з портретами;
- грецько-римського карбування з головами імператорів або без них.

### Перший клас

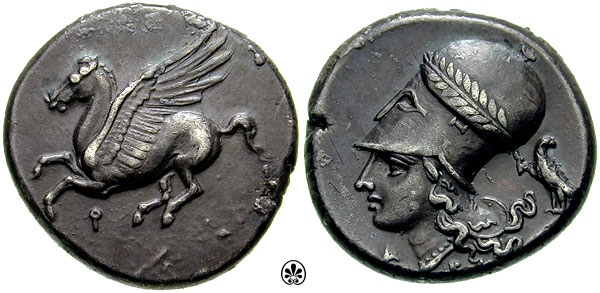
Коринфський статер із зображенням пегаса та Афіни Паллади

Монети першого класу мають на лицьовій стороні зображення, а на зворотному — спочатку поглиблення, а потім теж зображення. Останнє або не має прямого відношення до лицьової сторони, або ж служить доповненням до неї. Голова або бюст представляє завжди тип лицьового боку, а група, фігура або інші предмети — зворотний. Якщо на монеті дві голови, то голова, розміщена на аверсі, зображується дещо збільшеною. Якщо одне зображення доповнює інше, то на лицьовій стороні може бути голова божества, а на реверсі — предмети, йому присвячені.
Типи цього класу можуть бути згруповані таким чином:
- голова або фігура місцевого божества, наприклад, Афіни Паллади — на афінських монетах;
- священні предмети: тварина, присвячене відомому божеству, — сова, черепаха; рослина — оливкова гілка, наприклад; зброя та знаряддя — палиця Геркулеса, щипці Гефеста;
- голова або фігура місцевого генія — річкового бога, німфи озера, струмка, водоспаду;
- голова або фігура чудовиська — наприклад, мінотавра;
- дивовижна істота: пегас, грифони тощо;
- голова або фігура героя або засновника міста — ойкіста: Одіссей, молодший Аякс;
- предмети, що належать героям, або тварини, причетні до них — наприклад, калідонський вепр або його ікло;
- зображення священних або будь-яких інших місць, з якими пов'язані місцеві перекази: лабіринт Мінотавра в Кноссі.
- зображення, пов'язані з будь-яким релігійним і громадським святом — наприклад, колісниця, що перемогла на Олімпійських іграх, зображення Діоскурів як покровителів кінських богів тощо.

### Другий клас

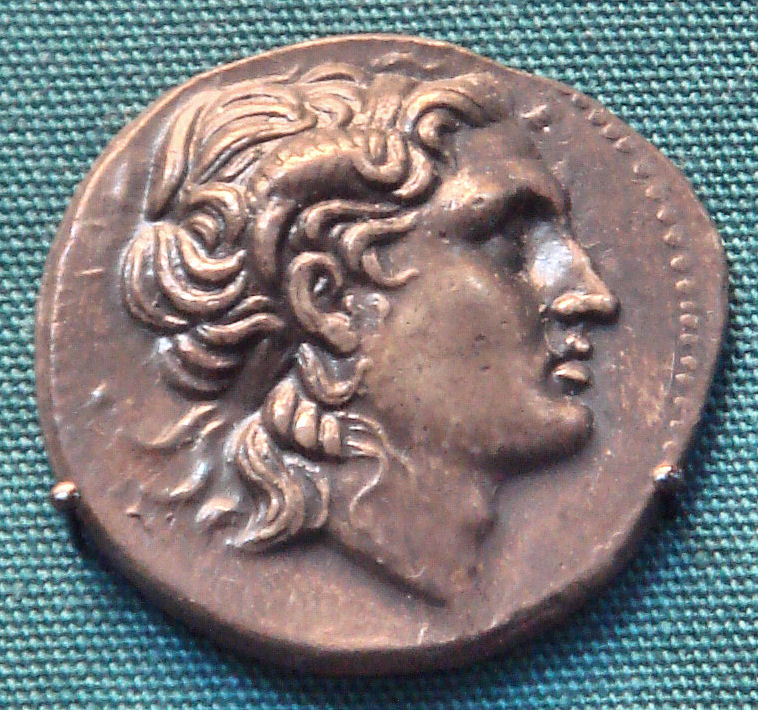
Македонська монета Лісімаха із зображенням Александра Македонського, Британський музей

Другий клас становлять монети царського карбування із зображеннями правителя. Це зображення теж визнавалося священним, оскільки воно представляло обличчя зарахованого до богів. Перше царське зображення — портрет Александра Македонського на монетах Лісімаха. Ще за життя Александра його вважали сином Зевса-Амона, риси якого і надаються йому на монеті.
Розташування портрета правителя на монетах швидко поширилося, вельми охоче прийняте правителями держав, що виникли на руїнах Македонської монархії (див. діадохи), а царі Єгипту та Сирії привласнили і собі титули божеств. Александр знищив місцеві типи, примусивши міста своєї великої монархії карбувати монету його типу і дозволив лише на зворотному боці поміщати невеликі місцеві символи.
Наступники Александра дотримувалися цього правила, тому монети цього періоду отримують новий характер. На лицьовій стороні — портрет царя, який рідко поступається місцем божеству, зображення якого зазвичай поміщається на зворотному боці (наприклад, на сирійських тетрадрахмі — Аполлон). На ній також поміщаються і символи, які слугують на позначення місця карбування монети.

### Третій клас
Грецько-римські монети з'являються в міру захоплення Римом територій грецьких держав. Вони майже всі бронзові і демонструють подальший відхід від релігійних типів перших монет. Допускаються зображення знаменитих осіб (Гомера, Геродота зокрема), картинні зображення священного характеру, що іноді мають карикатурний відтінок, алегоричні фігури — наприклад, Надія на монетах єгипетської Александрії. Подібні зображення запозичувалися з творів скульптури і різних предметів, наприклад архітектурних пам'яток. До цього типу грецько-римських монет належать і колоніальні, карбовані в римських колоніях і мають латинські написи. За винятком мови написів, вони подібні до грецьких царських монет.

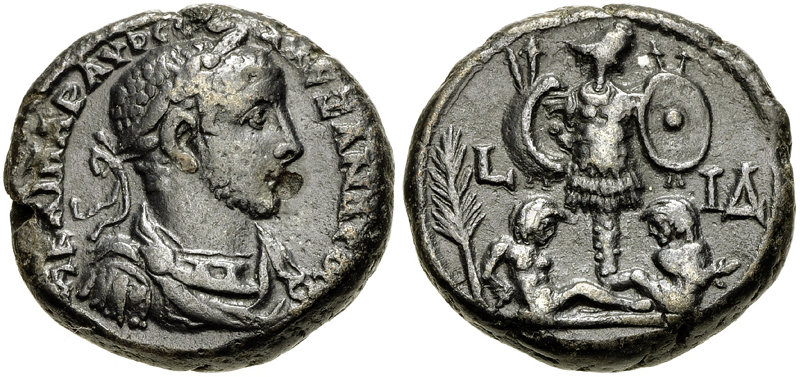
Монета Александра Севера із карикатурним зображенням полонених
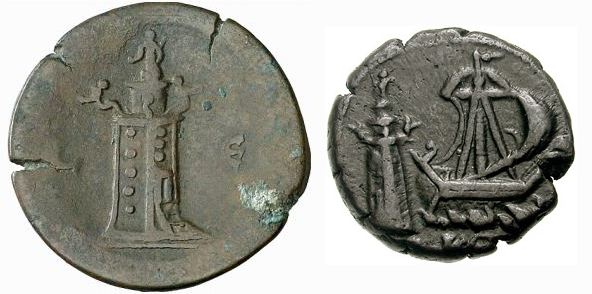
Монета із зображенням Александрійського маяка

## Класифікація за художністю

Срібна тетрадрахма із грубим зображенням Афіни та сови на реверсі і написом АΘЕ

За художністю типів, за досконалістю карбування давньогрецькі монети можна розбити на чотири періоди:
- до першого періоду належать монети до першої половини 6 століття до н. е. Монети ці архаїчні, у вигляді невеликих злитків неправильної форми. Зображення дуже нечисленні; легенд або написів немає.

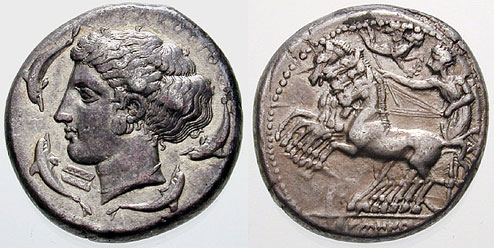
Сиракузька тетрадрахма із зображенням Аретуси та квадриги на реверсі

- другий період охоплює одне століття, між 580 до н. е. і 460 до н. е., і показує вже значну досконалість у карбуванні. Емблеми стають складнішими, з'являються постаті і голови богів, героїв; поглиблення зворотного боку також заповнюється зображеннями і легендами. Прогрес цей дуже помітний на монетах Стародавніх Афін. Замість колишнього горгонейона тепер міститься Афіна, хоча і досить грубого вигляду, а на зворотному боці — сова, супроводжувана півмісяцем, оливковою гілкою і легендою АΘЕ (ναίων). В цей час з'являються й увігнуті монети Великої Греції, з опуклим зображенням лицьової сторони і тим же, але увігнутим, на зворотному. До кінця періоду з'являються чудові македонські монети, що не поступаються за своєю досконалістю монетам наступного періоду.

- третій період — час від 460 до н. е. до 336 до н. е. — апогей карбування грецьких монет. У цей час вперше зустрічаються імена граверів. Монети Південній Італії і Сицилії демонструють ряд таких імен, тоді як в самій Греції і Малій Азії знаходимо лише імена Феодота на монетах Клазомен і Негаїта на монетах Сидонії, хоча, ймовірно, сюди ж належать і деякі окремі літери на монетах Сирії, Фессалії, Криту і т. д. Виконання роботи належать Евайнету і Кімону в Сиракузах і Феодота в Клазоменах. Перші два були сучасниками, хоча Евайнет почав працювати трохи раніше. Час їх блискучої епохи збігається з часом тиранії обох Діонісіїв — Старшого і Молодшого — в Сиракузах, коли цим граверам доручено було виготовити великі срібні монети вагою по 10 аттичних драхм, названих «пентеконталітрами», оскільки ціна їх відповідала 50 фунтам міді. Монети ці чудові за красою Аретуси, чия голова поміщена на аверсі. Відмінною особливістю цього періоду є спроба поміщати лицьові зображення анфас, а не в профіль. Нововведення це поширюється в 60-х роках четвертого століття; з'являються монети Катанії, Сиракуз, Метапонту, Фів та інших грецьких держав. Роботі Феодота належить чудова монета Клазомен подібного типу[1].

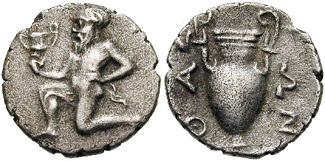
Ілюстрація переходу до нової манери: срібні оболи з Тасоса, обидва 411-350 років до н. е.
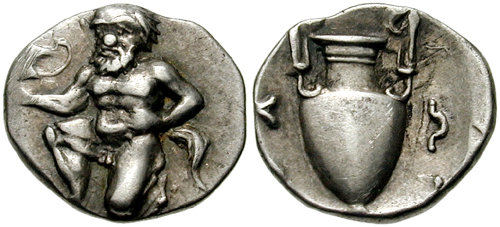
…із зображенням Сатира в профіль (ліворуч) та на ¾ (праворуч)

- четвертий і останній період починається з часом Александра Великого. Хоча перші монети й високо художнього типу, але вже за наступників Александра — діадохів — помічається поступовий занепад мистецтва, особливо на монетах Селевкідів і Птолемеїв.

## Вага монет
Вага давньогрецьких монет була різною, але всі вони були тільки поділами різних талантів:
- важкого, іноді званого ассирійським;
- легкого, або вавилонського, який складав половину першого.

Таланти ці проникли в Грецію: важкий — морем, з прибережних фінікійських міст, а легкий — суходолом. З важкого таланту утворилися таланти Фокеї, Фінікії, Птолемаїди, Егіни; з легкого — таланти Персії, Евбеї, Аттики, Коринфу, Родосу.

## Написи на монетах

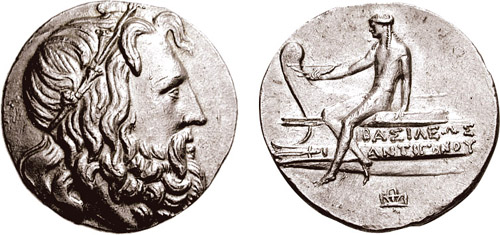
Монета Антигона Досона із написом ΒΑΣΙΛΕΩΣ ΑΝΤΙΓΟΝΟΥ

Написи на давньогрецьких монетах традиційно поділяють на головні і другорядні. На цивільних карбуваннях головні написи складаються з назви народу у родовому відмінку множини, якому належала монета. Наприклад, AΘ HNAI ΩN — афінян. На царських карбуваннях поміщається ім'я правителя або ім'я і титул (у родовому відмінку однини. Наприклад, ΛΕΞΑΝΔΡΟΥ або ΒΑΣΙΛΕΩΣ ΑΛΕΞΑΝΔΡΟΥ — на монетах Александра Великого.
Другорядні написи належать до другорядних фігур, зображених на монетах. Наприклад, АΘΛА — тобто нагорода, що зустрічається на сиракузьких декадрахмах і водночас належить до зображеної на монеті зброї. Іноді як другорядні написи могли виступати імена магістратів або інших владних посадовців, а на царських монетах — імена (іноді монограми) міст і граверів, також дати карбування. Часто написи складаються з декількох початкових літер, особливо в царському карбуванні назви міст.

## Розповсюдження

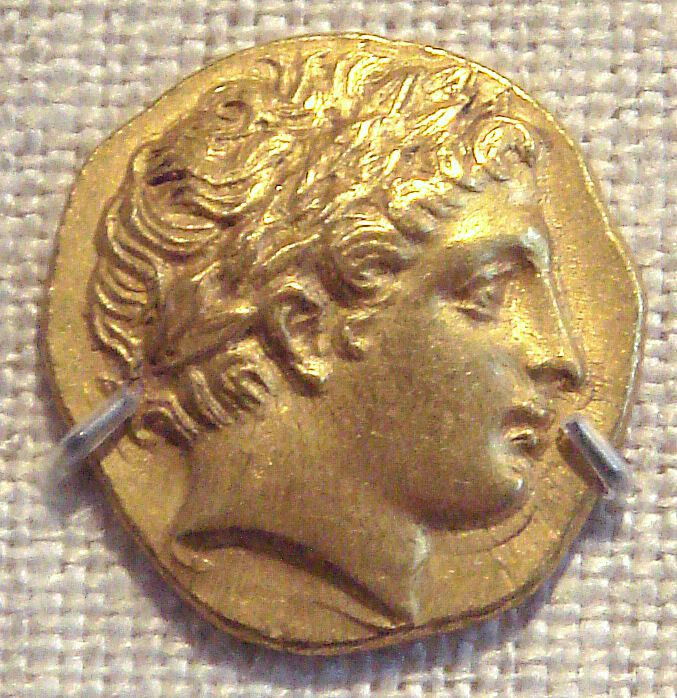
Золотий статер Філіппа ІІ із зображенням Аполлона

Монети деяких держав іноді отримували величезну популярність, а разом з нею і повсюдний попит. Такими зокрема були афінські тетрадрахми впродовж 5 і половини 4 століть. Пізніше попитом користували родоські статери, а із золотих монет — статери Кізіка. Після цього майже два століття обертаються суто тетрадрахми Александра і золоті статери Філіппа ІІ. Такий посилений попит на монети відомої держави доставляв останній значних вигод, що, у свою чергу, викликало у інших держав випуск монет, що наслідували ним.
Наслідування це можна розділити на грецьке і варварське. Перше було двояким: або наслідували тільки зображення, поміщаючи власні легенди, або ж копіювали і написи, додаючи лише маленький власний символ. Наслідування це надзвичайно виконувалось майстерно. Іноді, крім корисливих цілей, прямо запозичували якесь особливо вдале зображення, наприклад голову Афродіти з коринфських монет, Афіни — з афінських, Аретуси — із сиракузьких і т. д.
Варварські наслідування надзвичайно грубі. Часто вони передають лише приблизні обриси цього зображення, абсолютно не піклуючись про подібність. Помістивши на монеті написи, майстри намагалися, аби ті займали таке ж становище і простір, абсолютно нехтуючи їх змістом їх. Тому ставилися лише деякі найлегші букви або просто подоба літер.